# Replicas (album)
Albums de Gary Numan / Tubeway Army
Tubeway Army
(1978) The Pleasure Principle
(1979)
Replicas est le second album de Gary Numan, avec le groupe Tubeway Army, enregistré en 1979.

## Historique
Ce fut le second et le dernier album de Tubeway Army, après leur premier disque éponyme, enregistré un an plus tôt. Ce fut également le premier album de ce que Numan appela plus tard la phase "machinale" de sa carrière, précédant The Pleasure Principle et Telekon.

Cette phase relie les albums par des thèmes communs comme la science fiction, le futur, les transmutations de l'homme en machine, appuyée par une imagerie androgyne et des sonorités basiques, garages, synthétiques. 

La sortie de cet album fut suivi par l'arrivée en première place du hit parade britannique du titre "Are 'Friends' Electric?", Replicas gravit ainsi les charts anglais.

## Liste des titres

### Album original
Toutes les chansons sont écrites et composées par Gary Numan.
| 1. | Me! I Disconnect from You | 3:22 |
| 2. | Are "Friends" Electric?   | 5:25 |
| 3. | The Machman               | 3:08 |
| 4. | Praying to the Aliens     | 4:00 |
| 5. | Down in the Park (en)     | 4:24 |

| 6.  | You Are in My Vision     | 3:14 |
| 7.  | Replicas                 | 5:00 |
| 8.  | It Must Have Been Years  | 4:02 |
| 9.  | When the Machines Rock   | 3:15 |
| 10. | I Nearly Married a Human | 6:31 |

### Rééditions
La réédition remasterisée de l'album parue chez Beggars Banquet en 1997 inclut six chansons supplémentaires.
| 11. | Do You Need the Service?   | 3:40 |
| 12. | The Crazies                | 2:54 |
| 13. | Only a Downstat            | 3:36 |
| 14. | We Have a Technical        | 8:04 |
| 15. | We Are So Fragile          | 2:56 |
| 16. | I Nearly Married a Human 2 | 6:38 |

## Personnel
- Gary Numan : Claviers, synthétiseur Moog, guitares, chant
- Paul Gardiner : basse, chœurs
- Jess Lidyard : Batterie